# Portal Tomb von Cloghroe

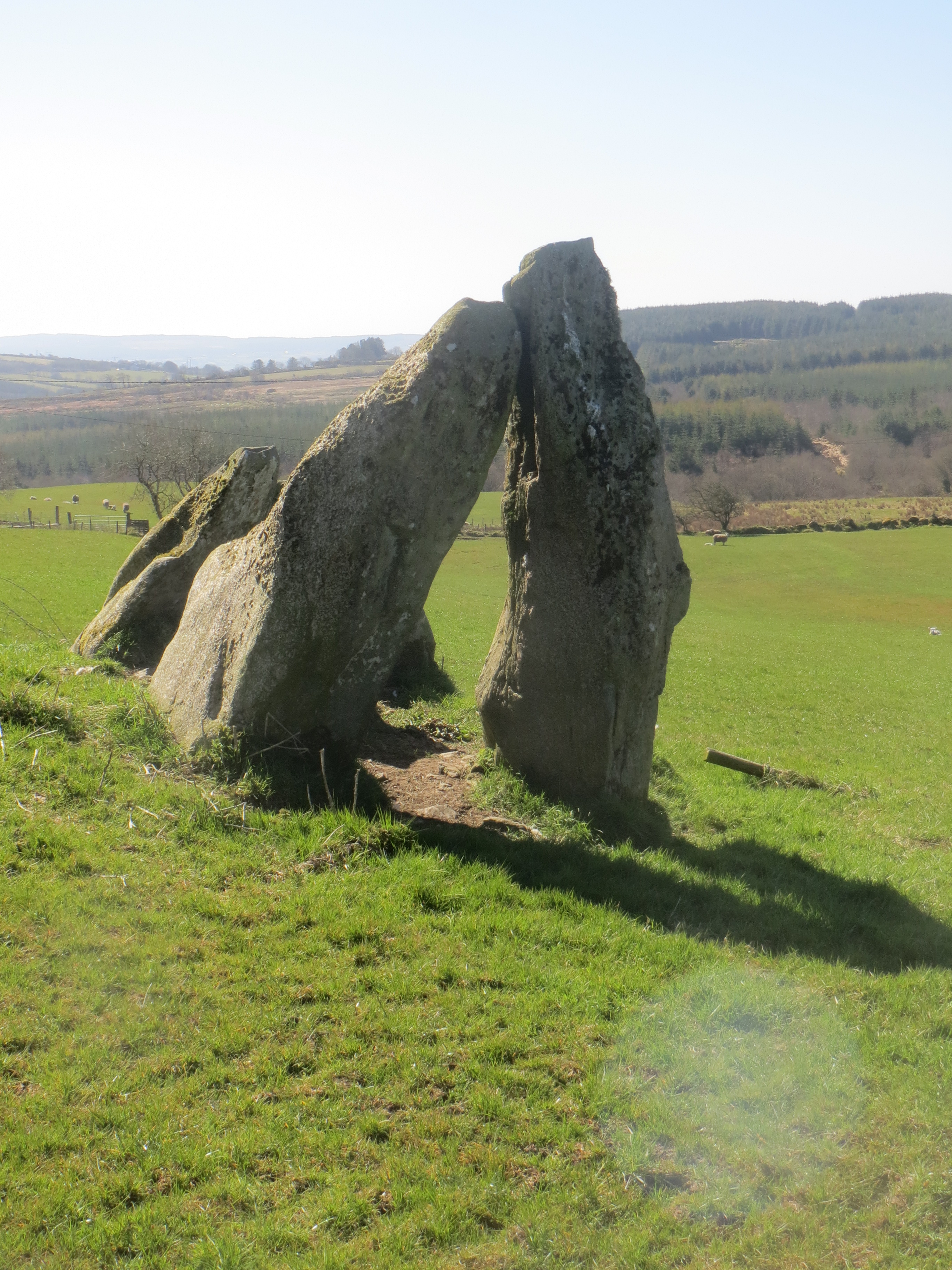
Portal Tomb von Cloghroe

Das Portal Tomb von Cloghroe (Dg. 35 - irisch An Cloch Rua, (deutsch der rote Stein); nach dem Townland auch Portal Tomb von Magheravail genannt) liegt nahe einer Straße südwestlich von Drumkeen nördlich von Ballybofey im County Donegal in Irland. Als Portal Tombs werden auf den Britischen Inseln Megalithanlagen bezeichnet, bei denen zwei gleich hohe, aufrecht stehende Steine mit einem Türstein dazwischen, die Vorderseite einer Kammer bilden, die mit einem zum Teil gewaltigen Deckstein bedeckt ist.
Die Reste des Portal Tombs bestehen aus den beiden etwa 2,0 Meter hohen Portalsteinen und drei Orthostaten der Kammer. Der Deckstein fehlt und der Zugang liegt im Westen. Der nördliche Portalstein hat ein interessantes Merkmal – die Hinterkante wurde so bearbeitet, dass der untere Teil vertikal ist, überdies ist er verrutscht und lehnt gegen den südlichen.
Die verbliebenen Orthostaten der Galerie sind der Endstein und zwei Steine der Nordwand. Da es zwischen den Wandsteinen und dem Portalstein eine Lücke gibt, gab es wahrscheinlich drei Steine in jeder Seitenwand. Der Endstein ist spitz, wie er auch oft an den Enden der Galerien von Court Tombs gefunden wird. Wenn ein Denkmal die Verbindung zwischen Portal- und Court Tombs demonstriert, dann ist es dieses.